# Makara
Pour les articles homonymes, voir Makara (homonymie).

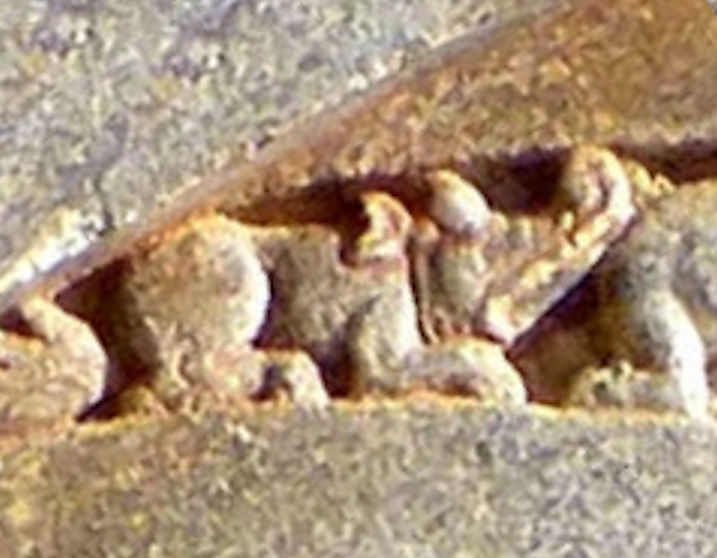
Makara à Lomas-Rishi, Grottes de Barabar,

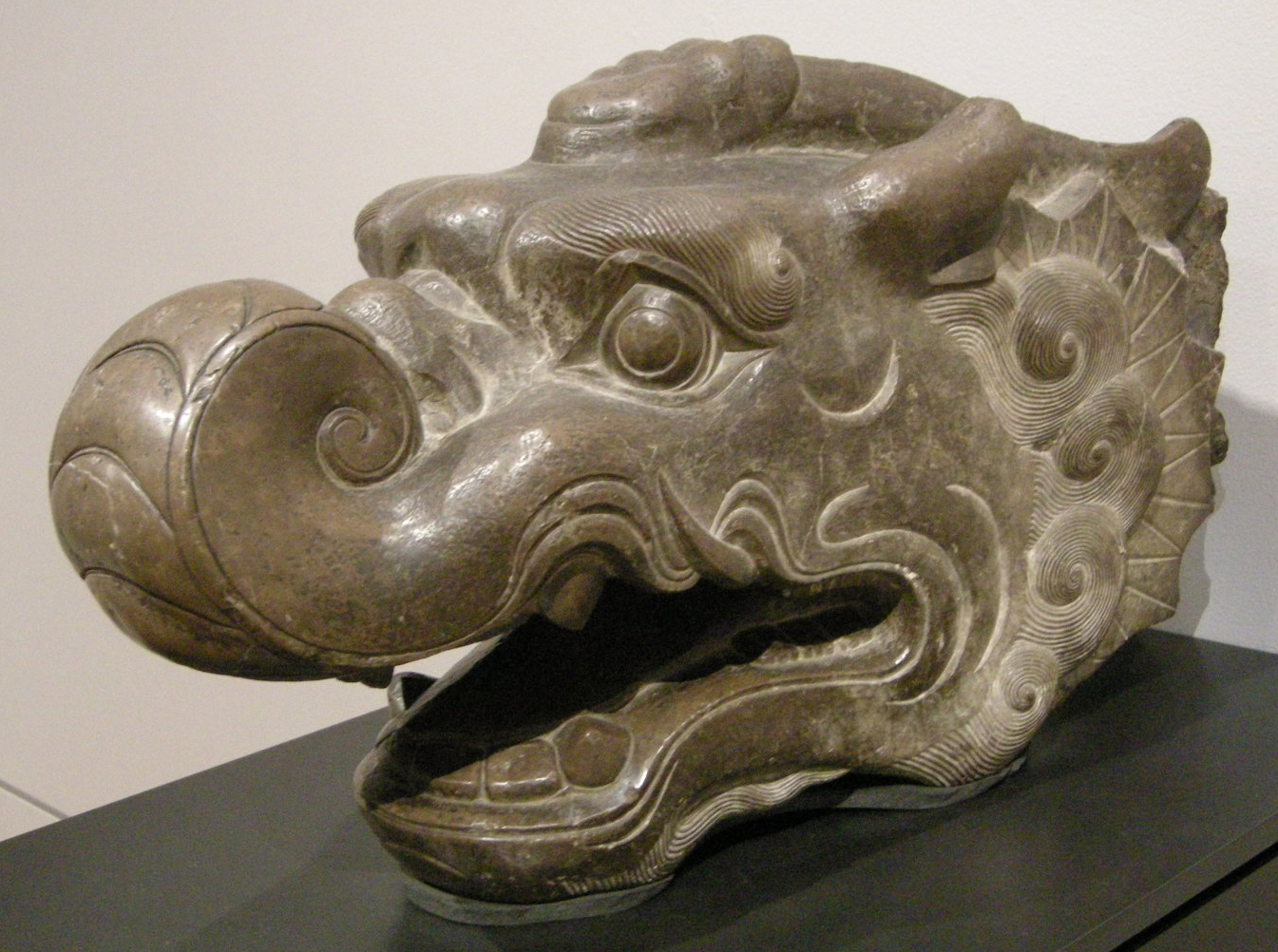
Tête de Makara, Chine, dynastie Qi du Nord (VI)

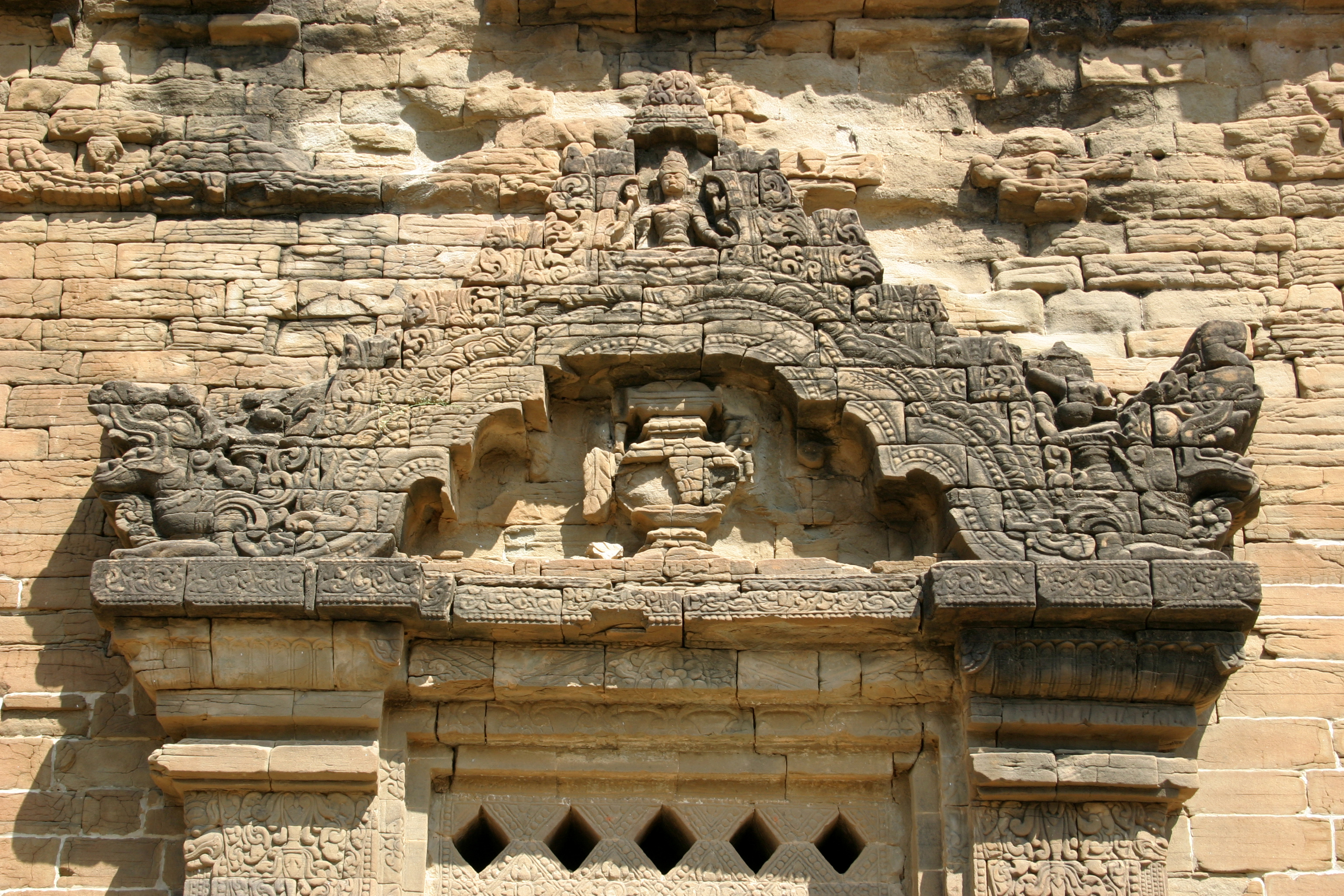
Makaras du Temple de Nanpaya, Bagan, Birmanie (XIe siècle)

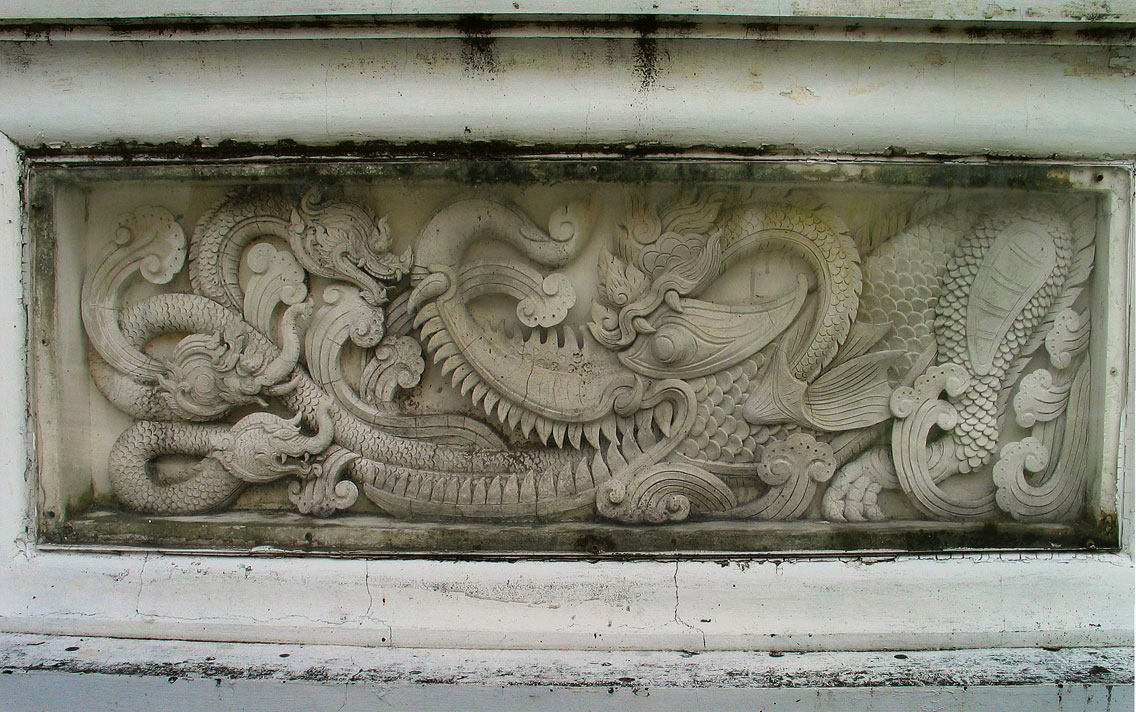
Makara crachant des nâgas, Wat Suthat, Bangkok, Thaïlande (XIXe siècle)

Le makara (en sanskrit : मकर) est un animal aquatique du bestiaire mythologique de l'Inde. Il s'agit d'une créature ayant à la fois une trompe d'éléphant plus ou moins grande, la denture du crocodile et une queue de poisson.
On trouve des représentations de makara à la fois dans le contexte bouddhique et hindou. Les plus anciennes sont sans doute celles des bas-reliefs de Lomas-Rishi (Grottes de Barabar, IIIe siècle av. J.-C.) ou des balustrades de stûpa, telles celles de Bharhut (IIe siècle av. J.-C.). La forme du makara va subir une évolution stylistique et iconographique, si bien que les animaux le constituant vont devenir de moins en moins reconnaissables. À partir de l'époque médiévale, des volutes végétales se substituent même à sa queue de poisson.
Le makara est considéré comme une créature propice liée à la fécondité. Il est également la monture ou vâhana de la déesse du Gange, Gangâ, ainsi que celle du dieu des eaux, Varuna.
Les représentations de makara se sont répandues en Asie du Sud-Est parallèlement à l'expansion de la culture indienne dans cette région.
Dans l'architecture khmère, ainsi qu'en Birmanie, on les trouve fréquemment représentés aux extrémités des linteaux ou des frontons, crachant parfois des perles ou de petits personnages.
En astrologie, le makara correspond au signe du Capricorne, on retrouve le nom entre autres en khmer, où il désigne le mois de janvier, et en mongol (matar).